# 恋の花占い/ライラックの花言葉
『恋の花占い/ライラックの花言葉』（こいのはなうらない/ライラックのはなことば）は、1980年1月に日本コロムビアより発売されたシングルレコード。
TVアニメ『花の子ルンルン』の2曲の挿入歌が収録されている。2曲ともLP『花の子ルンルン ヒット曲集』からのシングルカット。「恋の花占い」の作詞は原作者の神保史郎が手掛けている。
レコードジャケットは堀江美都子の顔写真が使用されている。また、歌詞カードには『花の子ルンルン』挿入歌である旨の記述がない。

## 曲目リスト
- 両楽曲共に、作曲：小林亜星／編曲：武市昌久

1. 恋の花占い
歌：堀江美都子
作詞：神保史郎
2. ライラックの花言葉
歌：堀江美都子、こおろぎ'73
作詞：千家和也